# Polina Gorchkova
Pour les articles homonymes, voir Gorchkov.
Polina Petrovna Gorchkova (russe : Полина Петровна Горшкова), née le 22 juillet 1989 à Togliatti, est une joueuse internationale de handball russe évoluant au poste d'ailier gauche. Elle remporte une médaille d'argent avec l'équipe russe lors des Jeux olympiques d'été de 2020.

## Palmarès

### Club
Compétitions nationales
- Championne de Russie en 2008 (avec le Handball Club Lada Togliatti)
- Vainqueure de la Coupe de Russie en 2006 (avec le Handball Club Lada Togliatti)

### Sélection
Jeux olympiques
- Médaille d'argent aux Jeux olympiques de 2020

Autres
- médaille d'or à l'Universiade d'été de 2015